# Meßkirch
Meßkirch település Németországban, azon belül Baden-Württembergben. Lakosainak száma 8725 fő (2023. december 31.). Meßkirch Wald és Sauldorf községekkel határos.

## Népesség
A település népessége az elmúlt években az alábbi módon változott:
| Lakosok száma | 7048 | 8291 | 8736 | 8302 | 8346 | 8418 | 8513 | 8737 | 8725 |
|               | 1975 | 2010 | 2013 | 2015 | 2017 | 2019 | 2021 | 2022 | 2023 |

## Személyek
- II született Conradin Kreutzer (1780–1849) zeneszerző, karmester
- Itt született Martin Heidegger (1889–1976) filozófus

## Jegyzetek

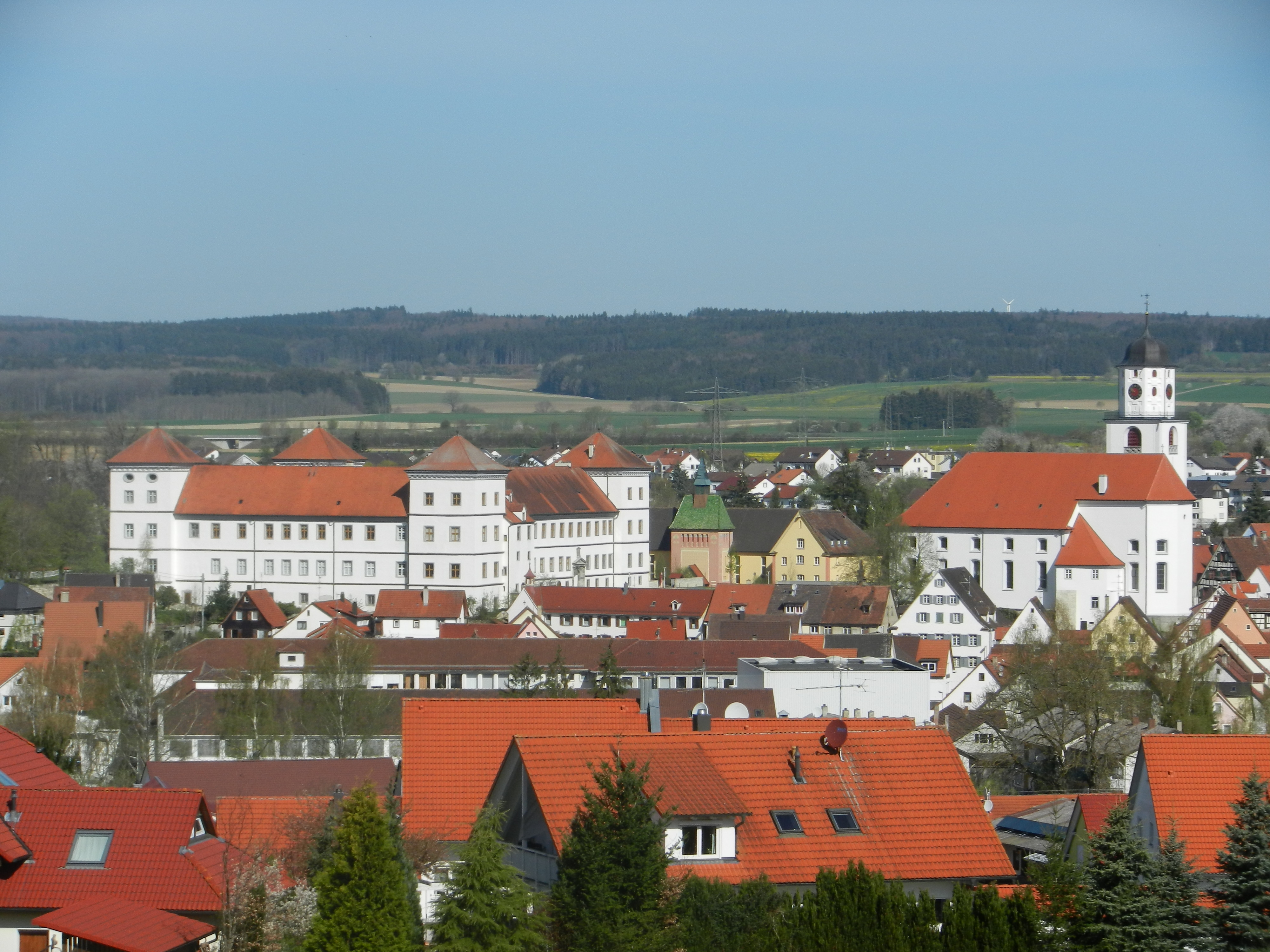